# Wereldaidsdag

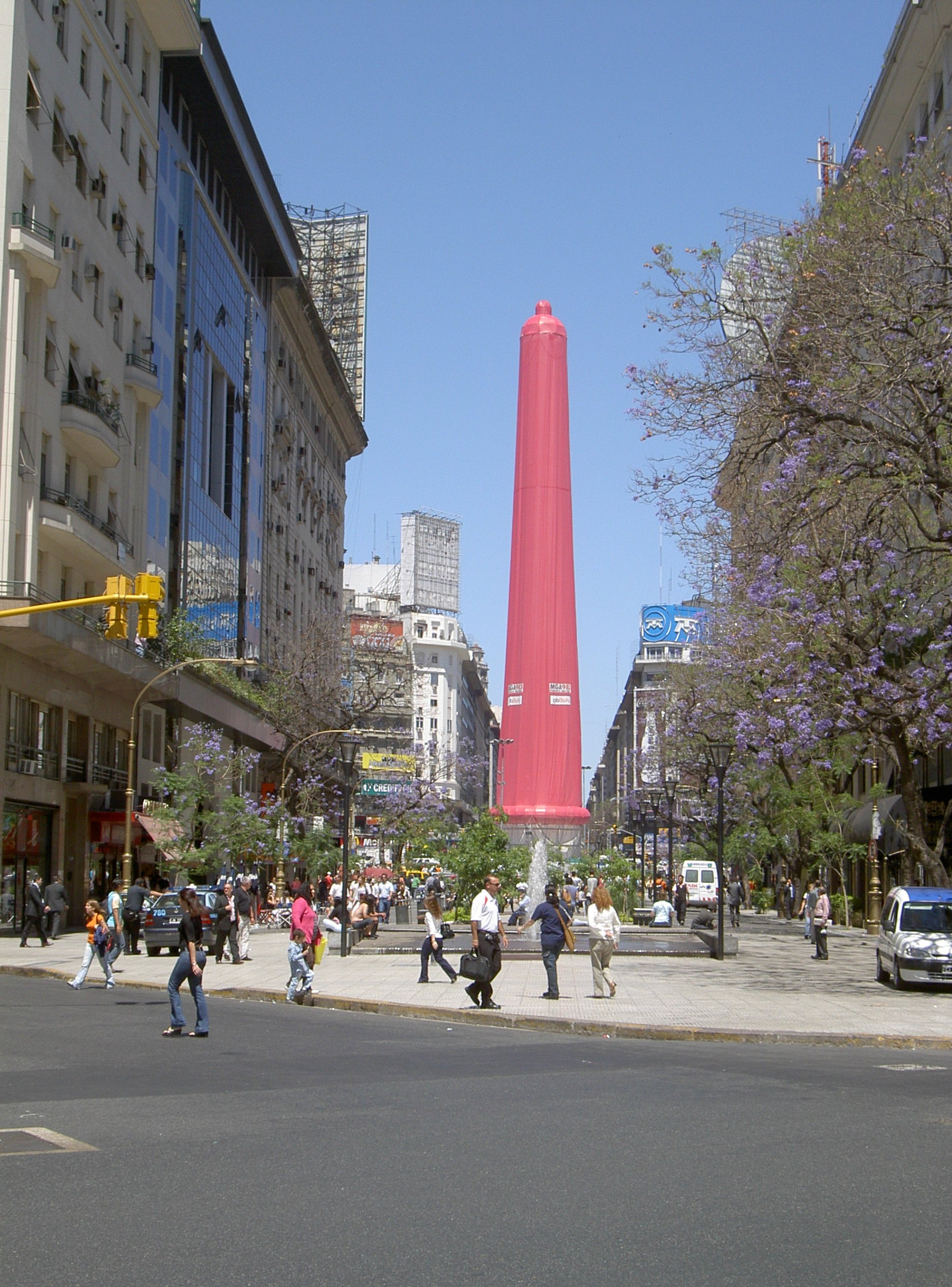
Een condoom om een obelisk in Buenos Aires, Argentinië

Wereldaidsdag is een internationale dag - 1 december - die gewijd is aan de bewustwording omtrent aids. Wereldaidsdag werd in augustus 1987 bedacht door James W. Bunn en Thomas Netter, beide werkzaam als voorlichter bij de Wereldgezondheidsorganisatie in Genève, Zwitserland.
Bunn en Netter legden hun idee voor aan Dr. Jonathan Mann, directeur van het Global Programme on AIDS (nu bekend als UNAIDS van de Verenigde Naties). Het concept werd goedgekeurd en op 1 december 1988 vond de eerste Wereldaidsdag plaats. Het doel van Wereldaidsdag is om wereldwijd aandacht te vragen voor de aidsproblematiek en op te roepen tot solidariteit met mensen met hiv en aids. Wereldwijd vinden er vele initiatieven plaats zoals evenementen, congressen en acties. 
In Nederland organiseert de non-profitorganisatie Aidsfonds (voorheen Aids Fonds en STOP AIDS NOW!) Wereldaidsdag met onder andere een congres en een campagne. In België vraagt Sensoa aandacht voor de aidsbestrijding.
Op Wereldaidsdag wordt opgeroepen het rode lintje op te spelden, het symbool voor solidariteit met mensen met hiv. Wereldaidsdag heeft elk jaar een thema. In 2011 was het thema "Getting to Zero". Dat verwijst naar het streefdoel van nul nieuwe besmettingen met hiv, nul doden aan de gevolgen van aids en nul gevallen van discriminatie van mensen met hiv en aids. De bestrijding van hiv/aids, malaria en andere dodelijke ziektes is onderdeel van de millenniumdoelstellingen.